# Пушкарь, Виктор
Виктор Пушкарь (эст. Viktor Puskar; 7 мая 1889, Феллин, Эстляндская губерния, Российская империя — 12 апреля 1943, Тарту) — эстонский политический и военный деятель, участник  войны за независимость Эстонии, полковник.

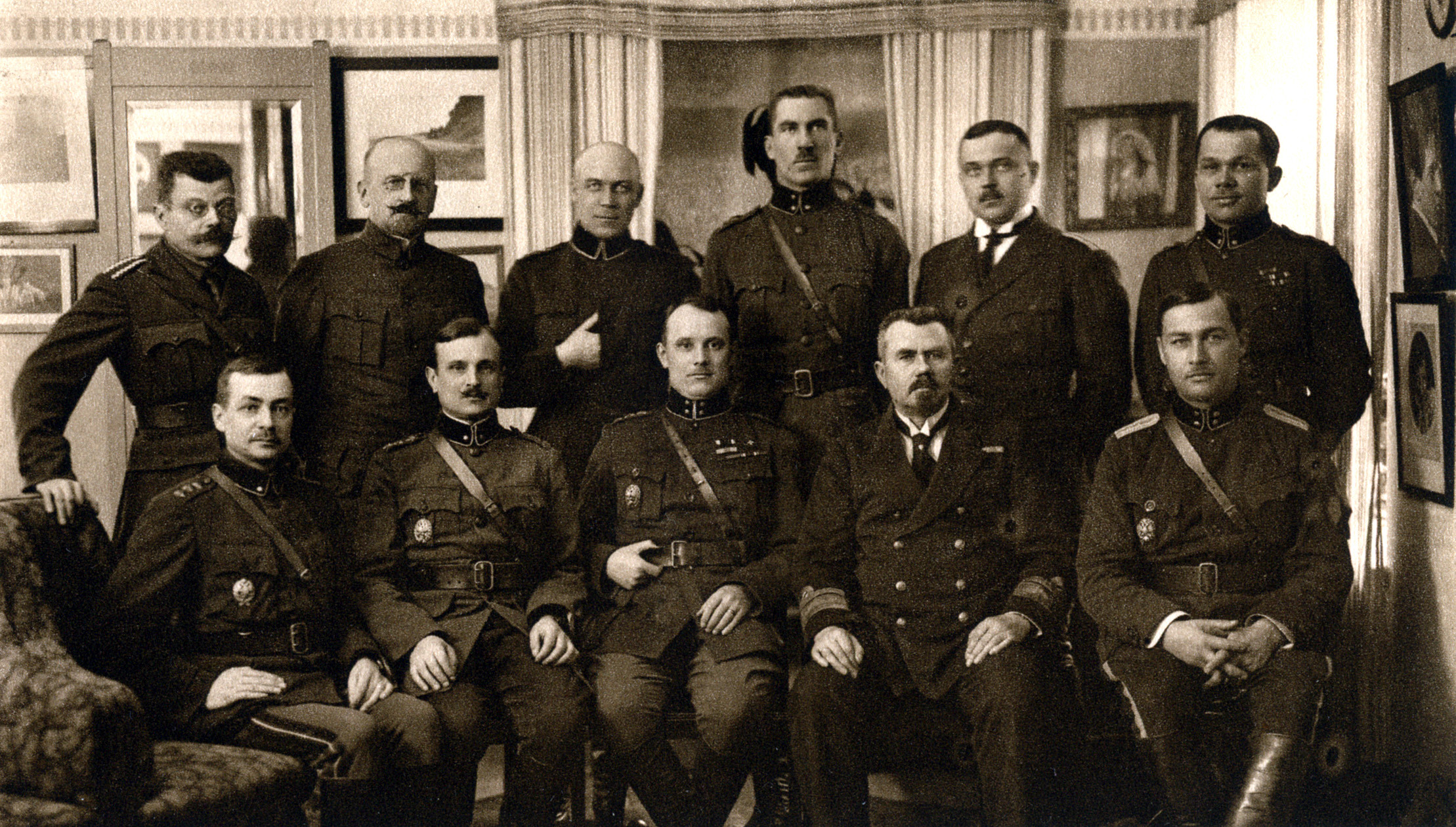
Главное командование эстонской армии в 1920 году, слева вверху: генерал-майор Эрнест Пыддер, доктор Артур Лоссманн, генерал-майор Александр Тыниссон, полковник Карл Партс, полковник Виктор Пушкарь, полковник Яан Ринк. Слева внизу: генерал-майор Андрес Ларка, генерал-майор Яан Сотс, главнокомандующий генерал-лейтенант Йохан Лайдонер, адмирал Йохан Питка и полковник Рудольф Рейманн

## Биография
В 1907 году начал службу в Российской императорской армии, в 1911 году окончил Виленское военное училище и получил звание подпоручика. Служил в 169 Ново-Трокском полку, в составе которого принимал участие в Первой мировой войне. 
В марте 1917 года был назначен помощником командира 4-го Финляндского егерского полка и пробыл в этой должности в звании подполковника до декабря 1917 года. В этом же году его избрали главой полкового комитета во время пребывания в Галиции.
В декабре 1917 г. присоединился к частям Эстонской национальной армии, участвовал в создании эстонских полков, был назначен помощником командира 2-го эстонского полка в Вильянди. В августе 1918 года, когда немецкие оккупационные власти начали арестовывать лидеров Временного правительства Эстонии и подразделений Эстонской национальной армии, бежал в Россию, где оставался до выхода немцев из Эстонии. В конце декабря 1918 г. по его инициативе был создан добровольческий батальон в Вильянди и начато формирование батальона обороны Тарту.
Один из руководителей Союза обороны Эстонии.
Во время войны за независимость страны  защищал Юго-Восточную Эстонию, освобождал Северную Латвию от Красной армии и сражался за взятие Пскова.
Вышел в отставку в 1920 году и стал фермером. Присоединился к националистическому движению и  был одним из лидеров Эстонского союза участников Освободительной войны, требовавшего радикальных изменений в государственном строе Эстонии.
В декабре 1935 года его избрали министром обороны теневого правительства, готовившим государственный переворот. В мае 1936 года был приговорён к 15 годам принудительных работ за участие в попытке переворота.  С 1936 по 1937 год находился в тюрьме по обвинению в подпольной деятельности, но помилован и освобождён из тюрьмы.
В начале 1941 года выехал в Германию, но вернулся после ухода Красной армии из Эстонии.
Скончался 12 апреля 1943 года в Тарту.